# Halálozások 1949-ben
Ez a szócikk az 1949-es évben elhunyt nevezetes személyeket sorolja fel.

## December
| Dátum       | Név        | Foglalkozás / tisztség     | Kor | Forrás |
| ----------- | ---------- | -------------------------- | --- | ------ |
| december 6. | Lead Belly | amerikai folk/blues énekes | 061 |        |

## November
| Dátum       | Név                   | Foglalkozás / tisztség                       | Kor | Forrás |
| ----------- | --------------------- | -------------------------------------------- | --- | ------ |
| november 3. | Solomon R. Guggenheim | amerikai üzletember, műgyűjtő, múzeumalapító | 088 |        |

## Október
| Dátum       | Név             | Foglalkozás / tisztség                       | Kor | Forrás |
| ----------- | --------------- | -------------------------------------------- | --- | ------ |
| október 17. | Fjodor Tolbuhin | szovjet katonatiszt, a Szovjetunió marsallja | 055 |        |

## Szeptember
| Dátum          | Név             | Foglalkozás / tisztség                 | Kor | Forrás |
| -------------- | --------------- | -------------------------------------- | --- | ------ |
| szeptember 20. | Richard Dix     | amerikai színész                       | 056 |        |
| szeptember 13. | August Krogh    | Nobel-díjas dán zoológus, fiziológus   | 074 |        |
| szeptember 8.  | Richard Strauss | német romantikus zeneszerző, karmester | 085 |        |

## Augusztus
| Dátum         | Név               | Foglalkozás / tisztség                                                                                      | Kor | Forrás |
| ------------- | ----------------- | --- | --- | ------ |
| augusztus 16. | Margaret Mitchell | amerikai írónő (Elfújta a szél)                                                                             | 048 |        |
| augusztus 10. | Pásztóy Ámon      | tisztviselő, a Külföldieket Ellenőrző Országos Központi Hatóság (KEOKH) vezetője (1938–1941), háborús bűnös | 056 |        |

## Július
| Dátum      | Név             | Foglalkozás / tisztség                                              | Kor | Forrás |
| ---------- | --------------- | ------------------------------------------------------------------- | --- | ------ |
| július 12. | Douglas Hyde    | ír politikus, nyelvész, folklorista, hazája első elnöke (1938–1945) | 089 |        |
| július 2.  | Georgi Dimitrov | bolgár kommunista politikus, miniszterelnök (1946–1949)             | 067 |        |

## Június
| Dátum     | Név             | Foglalkozás / tisztség                                         | Kor | Forrás |
| --------- | --------------- | -------------------------------------------------------------- | --- | ------ |
| június 3. | Amadeo Giannini | olasz származású amerikai bankár (Bank of America), vállalkozó | 079 |        |

## Május
| Dátum     | Név                 | Foglalkozás / tisztség                                                     | Kor | Forrás |
| --------- | ------------------- | -------------------------------------------------------------------------- | --- | ------ |
| május 30. | László Dezső        | vezérezredes, az 1. magyar hadsereg parancsnoka (1944–1945), háborús bűnös | 055 |        |
| május 9.  | II. Lajos           | monacói herceg (1922–1949)                                                 | 078 |        |
| május 6.  | Maurice Maeterlinck | Nobel-díjas belga dráma- és esszéíró, költő                                | 086 |        |

## Április
| Dátum       | Név           | Foglalkozás / tisztség       | Kor | Forrás |
| ----------- | ------------- | ---------------------------- | --- | ------ |
| április 15. | Wallace Beery | Oscar-díjas amerikai színész | 064 |        |

## Március
| Dátum       | Név          | Foglalkozás / tisztség                  | Kor | Forrás |
| ----------- | ------------ | --------------------------------------- | --- | ------ |
| március 25. | Ágost Vilmos | porosz királyi és német császári herceg | 062 |        |

## Február
| Dátum      | Név              | Foglalkozás / tisztség                         | Kor | Forrás |
| ---------- | ---------------- | ---------------------------------------------- | --- | ------ |
| február 1. | Herbert Stothart | Oscar-díjas amerikai filmzeneszerző, karmester | 063 |        |

## Január
| Dátum     | Név            | Foglalkozás / tisztség                                                  | Kor | Forrás |
| --------- | -------------- | ----------------------------------------------------------------------- | --- | ------ |
| január 6. | Victor Fleming | Oscar-díjas amerikai filmrendező (Óz, a csodák csodája, Elfújta a szél) | 059 |        |